# Eleutherodactylus variabilis
Eleutherodactylus variabilis là một loài ếch trong họ Leptodactylidae. Loài này được tìm thấy ở Brasil, Colombia, Ecuador, và Peru.
Các môi trường sống tự nhiên của chúng là các khu rừng ẩm ướt đất thấp nhiệt đới hoặc cận nhiệt đới, vườn nông thôn, và các khu rừng trước đây bị suy thoái nặng nề.